# Rally d'Estonia 2023
Il Rally d'Estonia 2023, ufficialmente denominato 13. Rally Estonia, è stata l'ottava prova del campionato del mondo rally 2023 nonché la tredicesima edizione del Rally d'Estonia e la terza con valenza mondiale.

## Riepilogo
La manifestazione si è svolta dal 20 al 23 luglio sui veloci sterrati che attraversano le campagne sud-orientali del paese baltico; le prove speciali si svolsero nel territorio attorno alla città di Tartu, base principale del rally e sede del parco assistenza per i concorrenti, allestito nei pressi del Museo nazionale estone.
L'evento è stato vinto dal finlandese Kalle Rovanperä, navigato dal connazionale Jonne Halttunen, al volante di una Toyota GR Yaris Rally1 della squadra Toyota Gazoo Racing WRT, seguiti dalla coppia belga formata da Thierry Neuville e Martijn Wydaeghe e dall'altro binomio finlandese composto da Esapekka Lappi e Janne Ferm, giunti rispettivamente secondi e terzi ed entrambi su Hyundai i20 N Rally1 della scuderia Hyundai Shell Mobis WRT. Rovanperä e Halttunen conquistarono così terzo successo consecutivo nella gara estone, il secondo stagionale e il decimo in carriera, portando a 55 punti il vantaggio in classifica generale sugli inseguitori Evans/Martin; per Neuville/Wydaeghe, i quali riagganciarono la terza posizione in classifica generale a 3 punti di distacco dai secondi, e Lappi/Ferm si trattò invece rispettivamente del quinto e del quarto podio ottenuti nel 2023. Ci fu anche il debutto stagionale nella massima categoria per i finlandesi Teemu Suninen e Mikko Markkula, cui venne affidata una Hyundai i20 N Rally1 ufficiale, i quali terminarono la competizione al quinto posto assoluto.
I norvegesi Andreas Mikkelsen e Torstein Eriksen, su Škoda Fabia RS Rally2 della scuderia Toksport WRT 3, hanno invece conquistato il secondo successo stagionale nel campionato WRC-2. Nella serie WRC-3 si sono invece imposti i finlandesi Roope Korhonen e Anssi Viinikka su Ford Fiesta Rally3 del team Rautio Motorsport, al loro quarto successo stagionale dopo quelli conquistati in Svezia, in Croazia e in Sardegna, ponendo una seria ipoteca sulla conquista del titolo 2023. In Estonia si disputava anche la quarta e penultima prova del campionato Junior WRC, che ha visto vincere il binomio costituito dal lussemburghese Grégoire Munster e dal belga Louis Louka, anche loro a bordo di una Ford Fiesta Rally3, impegnati per l'occasione nella serie per giovani piloti all'interno di una stagione dedicata al campionato WRC2 nel team M-Sport.

## Dati della prova
| Denominazione ufficiale             | Rally Estonia                                                        |
| Edizione N°                         | 13                                                                   |
| Tappa N°                            | 8 di 13                                                              |
| Data manifestazione                 | da giovedì 21/07/2023 a domenica 23/07/2023                          |
| Sede ospitante                      | Tartu (Tartumaa, Estonia)                                            |
| Sede parco assistenza               | Aeroporto Raadi, Tartu                                               |
| Superficie                          | Terra                                                                |
| Direttore di gara                   | Urmas Roosimaa                                                       |
| Iscritti                            | 50                                                                   |
| Partiti                             | 49                                                                   |
| Arrivati                            | 44 (89,8% dei partiti)                                               |
| Prove speciali                      | 21                                                                   |
| Prova più breve                     | 3,33 km (PS17: Tartu vald 2)                                         |
| Prova più lunga                     | 24,35 km (PS2 e PS5: Peipsiääre)                                     |
| Prova più lenta                     | velocità media di 66,1 km/h (PS1: Tartu vald 1)                      |
| Prova più veloce                    | velocità media di 128,2 km/h (PS7: Raanitsa 2)                       |
| Lunghezza prove speciali previste   | 300,42 km (22% della distanza totale prevista)                       |
| Lunghezza prove speciali disputate  | 300,40 km (22% della distanza totale effettiva - cancellati 0,02 km) |
| Lunghezza complessiva trasferimenti | 1066,24 km                                                           |
| Distanza totale prevista            | 1366,66 km                                                           |
| Distanza totale effettiva           | 1366,64 km                                                           |
| Media oraria del vincitore          | velocità media di 115,5 km/h (300,40 km in 2h36'03"1)                |

## Itinerario
| Frazione            | Prova  | Ora    | Nome                                                 | Lunghezza | Totale    |
| ------------------- | ------ | ------ | ---------------------------------------------------- | --------- | --------- |
| Frazione 1 (20 lug) | PS1    | 20:05  | Tartu vald 1                                         | 3,35 km   | 3,35 km   |
| Frazione 1 (20 lug) |        | 20:30  | Assistenza (flexi) – Aeroporto Raadi, Tartu (15 min) | –         | 3,35 km   |
|                     |        |        |                                                      |           |           |
| Frazione 2 (21 lug) | PS2    | 09:08  | Peipsiääre 1                                         | 24,35 km  | 136,73 km |
| Frazione 2 (21 lug) | PS3    | 10:01  | Mustvee 1                                            | 17,09 km  | 136,73 km |
| Frazione 2 (21 lug) | PS4    | 11:44  | Raanitsa 1                                           | 21,45 km  | 136,73 km |
| Frazione 2 (21 lug) |        | 12:54  | Riordino – Raadi, Tartu (10 min)                     | –         | 136,73 km |
| Frazione 2 (21 lug) |        | 13:04  | Assistenza – Aeroporto Raadi, Tartu (40 min)         | –         | 136,73 km |
| Frazione 2 (21 lug) | PS5    | 14:42  | Peipsiääre 2                                         | 24,35 km  | 136,73 km |
| Frazione 2 (21 lug) | PS6    | 15:35  | Mustvee 2                                            | 17,09 km  | 136,73 km |
| Frazione 2 (21 lug) | PS7    | 17:18  | Raanitsa 2                                           | 21,45 km  | 136,73 km |
| Frazione 2 (21 lug) | PS8    | 18:21  | Neeruti                                              | 7,60 km   | 136,73 km |
| Frazione 2 (21 lug) |        | 19:31  | Riordino – Raadi, Tartu (10 min)                     | –         | 136,73 km |
| Frazione 2 (21 lug) |        | 19:41  | Assistenza (flexi) – Aeroporto Raadi, Tartu (45 min) | –         | 136,73 km |
|                     |        |        |                                                      |           |           |
| Frazione 3 (22 lug) | PS9    | 08:09  | Mäeküla 1                                            | 10,27 km  | 102,61 km |
| Frazione 3 (22 lug) | PS10   | 09:02  | Otepää 1                                             | 11,15 km  | 102,61 km |
| Frazione 3 (22 lug) |        | 09:37  | Riordino – Kanepi (40 min)                           | –         | 102,61 km |
| Frazione 3 (22 lug) | PS11   | 11:10  | Mäeküla 2                                            | 10,27 km  | 102,61 km |
| Frazione 3 (22 lug) | PS12   | 12:03  | Otepää 2                                             | 11,15 km  | 102,61 km |
| Frazione 3 (22 lug) |        | 13:18  | Riordino – Raadi, Tartu (10 min)                     | –         | 102,61 km |
| Frazione 3 (22 lug) |        | 13:28  | Assistenza – Aeroporto Raadi, Tartu (40 min)         | –         | 102,61 km |
| Frazione 3 (22 lug) | PS13   | 14:56  | Elva 1                                               | 11,73 km  | 102,61 km |
| Frazione 3 (22 lug) | PS14   | 16:05  | Kanepi 1                                             | 16,48 km  | 102,61 km |
| Frazione 3 (22 lug) |        | 16:35  | Riordino – Kanepi (40 min)                           | –         | 102,61 km |
| Frazione 3 (22 lug) | PS15   | 17:56  | Elva 2                                               | 11,73 km  | 102,61 km |
| Frazione 3 (22 lug) | PS16   | 19:05  | Kanepi 2                                             | 16,48 km  | 102,61 km |
| Frazione 3 (22 lug) | PS17   | 20:24  | Tartu vald 2                                         | 3,35 km   | 102,61 km |
| Frazione 3 (22 lug) |        | 20:46  | Assistenza (flexi) – Aeroporto Raadi, Tartu (45 min) | –         | 102,61 km |
|                     |        |        |                                                      |           |           |
| Frazione 4 (23 lug) | PS18   | 08:09  | Karaski 1                                            | 12,04 km  | 61,08 km  |
| Frazione 4 (23 lug) | PS19   | 09:05  | Kambja 1                                             | 18,50 km  | 61,08 km  |
| Frazione 4 (23 lug) |        | 10:00  | Riordino – Kanepi (33 min)                           | –         | 61,08 km  |
| Frazione 4 (23 lug) | PS20   | 11:01  | Karaski 2                                            | 12,04 km  | 61,08 km  |
| Frazione 4 (23 lug) |        | 11:26  | Riordino – Kanepi (76 min)                           | –         | 61,08 km  |
| Frazione 4 (23 lug) | PS21   | 13:15  | Kambja 2 (power stage)                               | 18,50 km  | 61,08 km  |
| Totale              | Totale | Totale | Totale                                               | 300,42 km | 300,42 km |

## Risultati

### Classifica
| Pos.       | Nº       | Pilota              | Copilota            | Auto                   | Squadra                          | Classe/Validità | Tempo     | Distacco | Punti    |
| Generale   | Generale | Generale            | Generale            | Generale               | Generale                         | Generale        | Generale  | Generale | Generale |
| ---------- | -------- | ------------------- | ------------------- | ---------------------- | -------------------------------- | --------------- | --------- | -------- | -------- |
| 1.         | 69       | Kalle Rovanperä     | Jonne Halttunen     | Toyota GR Yaris Rally1 | Toyota Gazoo Racing WRT          | WRC             | 2h36'03"1 | –        | 30       |
| 2.         | 11       | Thierry Neuville    | Martijn Wydaeghe    | Hyundai i20 N Rally1   | Hyundai Shell Mobis WRT          | WRC             | 2h36'55"8 | +52"7    | 19       |
| 3.         | 4        | Esapekka Lappi      | Janne Ferm          | Hyundai i20 N Rally1   | Hyundai Shell Mobis WRT          | WRC             | 2h37'02"6 | +59"5    | 18       |
| 4.         | 33       | Elfyn Evans         | Scott Martin        | Toyota GR Yaris Rally1 | Toyota Gazoo Racing WRT          | WRC             | 2h37'09"9 | +1'06"8  | 16       |
| 5.         | 3        | Teemu Suninen       | Mikko Markkula      | Hyundai i20 N Rally1   | Hyundai Shell Mobis WRT          | WRC             | 2h38'24"2 | +2'21"1  | 10       |
| 6.         | 7        | Pierre-Louis Loubet | Nicolas Gilsoul     | Ford Puma Rally1       | M-Sport Ford WRT                 | WRC             | 2h39'13"0 | +3'09"9  | 8        |
| 7.         | 18       | Takamoto Katsuta    | Aaron Johnston      | Toyota GR Yaris Rally1 | Toyota Gazoo Racing WRT          | WRC             | 2h39'13"3 | +3'10"2  | 6        |
| 8.         | 8        | Ott Tänak           | Martin Järveoja     | Ford Puma Rally1       | M-Sport Ford WRT                 | WRC             | 2h42'28"7 | +6'25"6  | 6        |
| 9.         | 23       | Andreas Mikkelsen   | Torstein Eriksen    | Škoda Fabia RS Rally2  | Toksport WRT 3                   | WRC-2           | 2h45'57"2 | +9'54"1  | 2        |
| 10.        | 24       | Sami Pajari         | Enni Mälkönen       | Škoda Fabia RS Rally2  | Toksport WRT                     | WRC-2           | 2h46'06"9 | +10'03"8 | 1        |
| WRC-2      |          |                     |                     |                        |                                  |                 |           |          |          |
| 1. (9.)    | 23       | Andreas Mikkelsen   | Torstein Eriksen    | Škoda Fabia RS Rally2  | Toksport WRT 3                   | WRC-2           | 2h45'57"2 | –        | 27       |
| 2. (10.)   | 24       | Sami Pajari         | Enni Mälkönen       | Škoda Fabia RS Rally2  | Toksport WRT                     | WRC-2           | 2h46'06"9 | +9"7     | 21       |
| 3. (11.)   | 22       | Emil Lindholm       | Reeta Hämäläinen    | Hyundai i20 N Rally2   | Hyundai Motorsport N             | WRC-2           | 2h47'18"9 | +1'21"7  | 15       |
| 4. (12.)   | 27       | Marco Bulacia       | Diego Vallejo       | Škoda Fabia RS Rally2  | Toksport WRT                     | WRC-2           | 2h48'00"8 | +2'03"6  | 12       |
| 5. (13.)   | 29       | Mikołaj Marczyk     | Szymon Gospodarczyk | Škoda Fabia RS Rally2  | -                                | WRC-2           | 2h48'20"2 | +2'23"0  | 11       |
| 6. (14.)   | 26       | Robert Virves       | Craig Drew          | Ford Fiesta Rally2     | -                                | WRC-2           | 2h48'32"4 | +2'35"2  | 8        |
| 7. (15.)   | 25       | Egon Kaur           | Jakko Viilo         | Škoda Fabia RS Rally2  | -                                | WRC-2           | 2h48'32"9 | +2'35"7  | 6        |
| 8. (16.)   | 31       | Josh McErlean       | James Fulton        | Hyundai i20 N Rally2   | Motorsport Ireland Rally Academy | WRC-2           | 2h49'56"4 | +3'59"2  | 4        |
| 9. (19.)   | 38       | Kaspar Kasari       | Rainis Raidma       | Škoda Fabia R5         | -                                | WRC-2           | 2h57'43"0 | +11'45"8 | 2        |
| 10. (21.)  | 35       | Bruno Bulacia       | Axel Coronado       | Škoda Fabia RS Rally2  | -                                | WRC-2           | 2h58'04"5 | +12'07"3 | 1        |
| WRC-3      |          |                     |                     |                        |                                  |                 |           |          |          |
| 1. (17.)   | 47       | Roope Korhonen      | Anssi Viinikka      | Ford Fiesta Rally3     | Rautio Motorsport                | WRC-3           | 2h57'16"2 | –        | 25       |
| 2. (20.)   | 54       | Laurent Pellier     | Kévin Bronner       | Ford Fiesta Rally3     | -                                | WRC-3           | 2h57'50"7 | +34"5    | 18       |
| 3. (22.)   | 48       | Toni Herranen       | Mikko Lukka         | Ford Fiesta Rally3     | -                                | WRC-3           | 2h59'59"0 | +2'42"8  | 15       |
| 4. (24.)   | 49       | Ali Türkkan         | Burak Erdener       | Ford Fiesta Rally3     | Castrol Ford Team Türkiye        | WRC-3           | 3h01'51"6 | +4'35"4  | 12       |
| 5. (31.)   | 55       | Roberto Blach       | Mauro Barreiro      | Ford Fiesta Rally3     | -                                | WRC-3           | 3h10'56"5 | +13'40"3 | 10       |
| 6. (33.)   | 59       | Hamza Anwar         | Alexander Kihurani  | Ford Fiesta Rally3     | -                                | WRC-3           | 3h12'47"0 | +15'30"8 | 8        |
| 7. (34.)   | 52       | Brendan Cumiskey    | Arthus Kierans      | Ford Fiesta Rally3     | -                                | WRC-3           | 3h14'42"8 | +17'26"6 | 6        |
| 8. (35.)   | 56       | Tom Rensonnet       | Loïc Dumont         | Ford Fiesta Rally3     | RACB National Team               | WRC-3           | 3h15'00"5 | +17'44"3 | 4        |
| 9. (37.)   | 50       | Benjamin Korhola    | Pekka Kelander      | Ford Fiesta Rally3     | Rautio Motorsport                | WRC-3           | 3h26'41"8 | +29'25"6 | 2        |
| 10. (41.)  | 52       | William Creighton   | Liam Regan          | Ford Fiesta Rally3     | Motorsport Ireland Rally Academy | WRC-3           | 3h10'56"5 | +39'16"7 | 1        |
| Junior WRC |          |                     |                     |                        |                                  |                 |           |          |          |
| 1. (18.)   | 58       | Grégoire Munster    | Louis Louka         | Ford Fiesta Rally3     | -                                | JWRC            | 2h57'42"6 | –        | 30       |
| 2. (20.)   | 54       | Laurent Pellier     | Kévin Bronner       | Ford Fiesta Rally3     | -                                | JWRC            | 2h57'50"7 | +8"1     | 21       |
| 3. (23.)   | 53       | Diego Dominguez Jr. | Rogelio Peñate      | Ford Fiesta Rally3     | -                                | JWRC            | 3h00'43"6 | +3'01"0  | 17       |
| 4. (31.)   | 55       | Roberto Blach       | Mauro Barreiro      | Ford Fiesta Rally3     | -                                | JWRC            | 3h10'56"5 | +13'13"9 | 12       |
| 5. (33.)   | 59       | Hamza Anwar         | Alexander Kihurani  | Ford Fiesta Rally3     | -                                | JWRC            | 3h12'47"0 | +15'04"4 | 10       |
| 6. (35.)   | 56       | Tom Rensonnet       | Loïc Dumont         | Ford Fiesta Rally3     | RACB National Team               | JWRC            | 3h15'00"5 | +17'17"9 | 8        |
| 7. (41.)   | 52       | William Creighton   | Liam Regan          | Ford Fiesta Rally3     | Motorsport Ireland Rally Academy | JWRC            | 3h10'56"5 | +38'50"3 | 17       |

| Principali ritiri | Principali ritiri | Principali ritiri | Principali ritiri | Principali ritiri     | Principali ritiri | Principali ritiri | Principali ritiri | Principali ritiri |
| PS                | Nº                | Pilota            | Copilota          | Auto                  | Squadra           | Classe            | Causa             | Pos. rit.         |
| ----------------- | ----------------- | ----------------- | ----------------- | --------------------- | ----------------- | ----------------- | ----------------- | ----------------- |
| PS 21             | 21                | Gus Greensmith    | Jonas Andersson   | Škoda Fabia RS Rally2 | Toksport WRT 3    | WRC-2             | Sospensione       | 11º               |

Legenda

Pos. = posizione; Nº = numero di gara; PS = prova speciale; Pos. rit. = posizione detenuta prima del ritiro.
| Icona | Note                                                                                     |
| ----- | ---------------------------------------------------------------------------------------- |
| WRC   | Equipaggio di classe Rally1 che può conquistare punti per il campionato costruttori.     |
| WRC   | Equipaggio di classe Rally1 che non può conquistare punti per il campionato costruttori. |
| WRC-2 | Equipaggio di classe RC2 registrato al campionato WRC-2.                                 |
| WRC-3 | Equipaggio di classe RC3 registrato al campionato WRC-3.                                 |
| JWRC  | Equipaggio di classe RC3 registrato al campionato Junior WRC.                            |
|       | Ulteriori classificazioni                                                                |

### Prove speciali
| Frazione            | Prova | Ora   | Nome                   | Lunghezza | Vincitori                       | Tempo   | Velocità media | Leader del rally                  |  |
| ------------------- | ----- | ----- | ---------------------- | --------- | ------------------------------- | ------- | -------------- | --------------------------------- |  |
| Frazione 1 (20 lug) | PS1   | 20:05 | Tartu vald 1           | 3,35 km   | Ott Tänak Martin Järveoja       | 3'02"5  | 66,1 km/h      | Esapekka Lappi Janne Ferm         |  |
|                     |       |       |                        |           |                                 |         |                |                                   |  |
| Frazione 2 (21 lug) | PS2   | 09:08 | Peipsiääre 1           | 24,35 km  | Ott Tänak Martin Järveoja       | 13'16"1 | 110,1 km/h     | Thierry Neuville Martijn Wydaeghe |  |
| Frazione 2 (21 lug) | PS3   | 10:01 | Mustvee 1              | 17,09 km  | Ott Tänak Martin Järveoja       | 8'47"4  | 116,7 km/h     | Thierry Neuville Martijn Wydaeghe |  |
| Frazione 2 (21 lug) | PS4   | 11:44 | Raanitsa 1             | 21,45 km  | Ott Tänak Martin Järveoja       | 10'15"0 | 125,6 km/h     | Thierry Neuville Martijn Wydaeghe |  |
| Frazione 2 (21 lug) | PS5   | 14:42 | Peipsiääre 2           | 24,35 km  | Kalle Rovanperä Jonne Halttunen | 13'18"7 | 109,8 km/h     | Thierry Neuville Martijn Wydaeghe |  |
| Frazione 2 (21 lug) | PS6   | 15:35 | Mustvee 2              | 17,09 km  | Kalle Rovanperä Jonne Halttunen | 8'46"1  | 116,9 km/h     | Kalle Rovanperä Jonne Halttunen   |  |
| Frazione 2 (21 lug) | PS7   | 17:18 | Raanitsa 2             | 21,45 km  | Ott Tänak Martin Järveoja       | 10'02"2 | 128,2 km/h     | Kalle Rovanperä Jonne Halttunen   |  |
| Frazione 2 (21 lug) | PS8   | 18:21 | Neeruti                | 7,60 km   | Ott Tänak Martin Järveoja       | 4'32"1  | 100,6 km/h     | Kalle Rovanperä Jonne Halttunen   |  |
|                     |       |       |                        |           |                                 |         |                |                                   |  |
| Frazione 3 (22 lug) | PS9   | 08:09 | Mäeküla 1              | 10,27 km  | Kalle Rovanperä Jonne Halttunen | 5'39"3  | 109,0 km/h     | Kalle Rovanperä Jonne Halttunen   |  |
| Frazione 3 (22 lug) | PS10  | 09:02 | Otepää 1               | 11,15 km  | Kalle Rovanperä Jonne Halttunen | 5'44"7  | 116,4 km/h     | Kalle Rovanperä Jonne Halttunen   |  |
| Frazione 3 (22 lug) | PS11  | 11:10 | Mäeküla 2              | 10,27 km  | Kalle Rovanperä Jonne Halttunen | 5'34"2  | 110,6 km/h     | Kalle Rovanperä Jonne Halttunen   |  |
| Frazione 3 (22 lug) | PS12  | 12:03 | Otepää 2               | 11,15 km  | Kalle Rovanperä Jonne Halttunen | 5'37"6  | 118,9 km/h     | Kalle Rovanperä Jonne Halttunen   |  |
| Frazione 3 (22 lug) | PS13  | 14:56 | Elva 1                 | 11,73 km  | Kalle Rovanperä Jonne Halttunen | 5'55"1  | 118,9 km/h     | Kalle Rovanperä Jonne Halttunen   |  |
| Frazione 3 (22 lug) | PS14  | 16:05 | Kanepi 1               | 16,48 km  | Kalle Rovanperä Jonne Halttunen | 7'58"5  | 124,0 km/h     | Kalle Rovanperä Jonne Halttunen   |  |
| Frazione 3 (22 lug) | PS15  | 17:56 | Elva 2                 | 11,73 km  | Kalle Rovanperä Jonne Halttunen | 5'48"7  | 121,1 km/h     | Kalle Rovanperä Jonne Halttunen   |  |
| Frazione 3 (22 lug) | PS16  | 19:05 | Kanepi 2               | 16,48 km  | Kalle Rovanperä Jonne Halttunen | 7'49"0  | 126,5 km/h     | Kalle Rovanperä Jonne Halttunen   |  |
| Frazione 3 (22 lug) | PS17  | 20:05 | Tartu vald 2           | 3,33 km   | Kalle Rovanperä Jonne Halttunen | 3'02"5  | 66,1 km/h      | Kalle Rovanperä Jonne Halttunen   |  |
|                     |       |       |                        |           |                                 |         |                |                                   |  |
| Frazione 4 (23 lug) | PS18  | 08:09 | Karaski 1              | 12,04 km  | Kalle Rovanperä Jonne Halttunen | 6'00"0  | 120,4 km/h     | Kalle Rovanperä Jonne Halttunen   |  |
| Frazione 4 (23 lug) | PS19  | 09:05 | Kambja 1               | 18,50 km  | Kalle Rovanperä Jonne Halttunen | 9'23"6  | 118,2 km/h     | Kalle Rovanperä Jonne Halttunen   |  |
| Frazione 4 (23 lug) | PS20  | 11:01 | Karaski 2              | 12,04 km  | Kalle Rovanperä Jonne Halttunen | 5'55"3  | 122,0 km/h     | Kalle Rovanperä Jonne Halttunen   |  |
| Frazione 4 (23 lug) | PS21  | 13:15 | Kambja 2 (power stage) | 18,50 km  | Kalle Rovanperä Jonne Halttunen | 9'14"9  | 120,0 km/h     | Kalle Rovanperä Jonne Halttunen   |  |

### Power stage
PS21: Kambja 2 di 18,50 km, disputatasi domenica 23 luglio 2023 alle ore 13:15 (UTC+3).
| Pos. | Nº | Pilota           | Copilota         | Auto                   | Squadra                 | Classe | Tempo    | Distacco | PP | PC |
| ---- | -- | ---------------- | ---------------- | ---------------------- | ----------------------- | ------ | -------- | -------- | -- | -- |
| 1    | 69 | Kalle Rovanperä  | Jonne Halttunen  | Toyota GR Yaris Rally1 | Toyota Gazoo Racing WRT | Rally1 | 9'14"969 | –        | 5  | 5  |
| 2    | 33 | Elfyn Evans      | Scott Martin     | Toyota GR Yaris Rally1 | Toyota Gazoo Racing WRT | Rally1 | 9'17"043 | +2"074   | 4  | 4  |
| 3    | 4  | Esapekka Lappi   | Janne Ferm       | Hyundai i20 N Rally1   | Hyundai Shell Mobis WRT | Rally1 | 9'18"878 | +3"909   | 3  | 3  |
| 4    | 8  | Ott Tänak        | Martin Järveoja  | Ford Puma Rally1       | M-Sport Ford WRT        | Rally1 | 9'19"536 | +4"567   | 2  | 2  |
| 5    | 11 | Thierry Neuville | Martijn Wydaeghe | Hyundai i20 N Rally1   | Hyundai Shell Mobis WRT | Rally1 | 9'21"101 | +6"132   | 1  | 1  |

Legenda: Pos.= Posizione; Nº = Numero di gara; PP = Punti campionato piloti/copiloti; PC = Punti campionato costruttori.

## Classifiche mondiali
Classifica piloti
| Pos. | Pos. | Pilota               | Punti |
| ---- | ---- | -------------------- | ----- |
| 1    |      | Kalle Rovanperä      | 170   |
| 2    |      | Elfyn Evans          | 115   |
| 3    | 2    | Thierry Neuville     | 112   |
| 4    |      | Ott Tänak            | 104   |
| 5    | 2    | Sébastien Ogier      | 98    |
| 6    |      | Esapekka Lappi       | 87    |
| 7    |      | Daniel Sordo         | 46    |
| 8    |      | Takamoto Katsuta     | 41    |
| 9    |      | Pierre-Louis Loubet  | 28    |
| 10   |      | Craig Breen          | 19    |
| 11   | 5    | Teemu Suninen        | 19    |
| 12   | 1    | Oliver Solberg       | 17    |
| 13   |      | Andreas Mikkelsen    | 16    |
| 14   | 2    | Gus Greensmith       | 16    |
| 15   | 1    | Yohan Rossel         | 12    |
| 16   | 1    | Kajetan Kajetanowicz | 11    |
| 17   |      | Emil Lindholm        | 6     |
| 18   |      | Nikolaj Grjazin      | 3     |
| 19   |      | Mikołaj Marczyk      | 2     |
| 20   |      | Ole Christian Veiby  | 2     |
| 21   | 2    | Sami Pajari          | 2     |
| 22   | 1    | Martin Prokop        | 1     |
| 23   | 1    | Erik Cais            | 1     |

Classifica copiloti
| Pos. | Pos. | Pilota                 | Punti |
| ---- | ---- | ---------------------- | ----- |
| 1    |      | Jonne Halttunen        | 170   |
| 2    |      | Scott Martin           | 115   |
| 3    | 2    | Martijn Wydaeghe       | 112   |
| 4    |      | Martin Järveoja        | 104   |
| 5    | 2    | Vincent Landais        | 98    |
| 6    |      | Janne Ferm             | 87    |
| 7    |      | Cándido Carrera        | 46    |
| 8    |      | Aaron Johnston         | 41    |
| 9    |      | Nicolas Gilsoul        | 28    |
| 10   |      | James Fulton           | 19    |
| 11   | 5    | Mikko Markkula         | 19    |
| 12   |      | Torstein Eriksen       | 18    |
| 13   | 2    | Elliot Edmondson       | 17    |
| 14   | 1    | Jonas Andersson        | 16    |
| 15   | 1    | Arnaud Dunand          | 12    |
| 16   | 1    | Maciej Szczepaniak     | 11    |
| 17   |      | Reeta Hämäläinen       | 6     |
| 18   |      | Konstantin Aleksandrov | 3     |
| 19   |      | Szymon Gospodarczyk    | 2     |
| 20   | 1    | Enni Mälkönen          | 2     |
| 21   | 1    | Petr Těšínský          | 1     |
| 22   |      | Zdeněk Jůrka           | 1     |

Classifica costruttori WRC
| Pos. | Pos. | Squadra                 | Punti |
| ---- | ---- | ----------------------- | ----- |
| 1    |      | Toyota Gazoo Racing WRT | 331   |
| 2    |      | Hyundai Shell Mobis WRT | 274   |
| 3    |      | M-Sport Ford WRT        | 195   |

Legenda: Pos.= Posizione;  N = In classifica per la prima volta.